# Antiklastisch

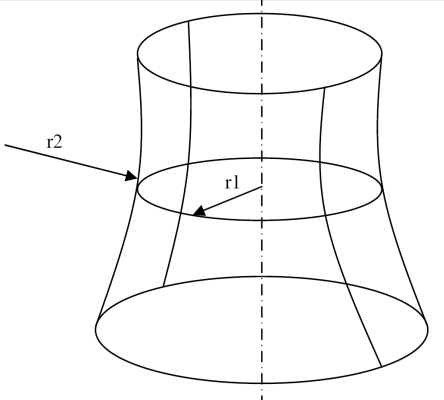
Hauptkrümmungsradien r_{1} und r_{2}

Als antiklastisch (griechische Präposition anti: gegen) bezeichnet man gegensinnig gekrümmte Schalen oder Faltwerke, z. B. ein Hyperbolisches Paraboloid, Sattelflächen oder ein Rotationshyperboloid. Sie besitzen ein negatives Krümmungsmaß
{\displaystyle \kappa ={\frac {1}{\mathrm {r} _{1}\cdot r_{2}}}<0},
da die beiden Hauptkrümmungsradien r1 und r2 auf unterschiedlichen Seiten liegen. Im Gegensatz dazu ist eine synklastische Schale gleichsinnig gekrümmt und hat ein positives Krümmungsmaß.
Kuppeln und Schalen gehören zu den Flächentragwerken und weisen ein dreidimensionales Tragverhalten auf, da eine dritte Richtung durch die Krümmung vorliegt. Platten und Scheiben hingegen sind ebene 2D-Tragwerke.